# Баллера – Маунт-Айза
Баллера – Маунт-Айза – газопровід на півночі Австралії. Офіційно відомий як Carpentaria Gas Pipeline.
Газопровід ввели в дію у 1998 році з метою подачі блакитного палива до ряду районів на заході Квінсленду. Він починається від газопереробного заводу Баллера та прямує до міста Маун-Айза, де працює потужний гірничо-металургійний комплекс Маунт-Айза (рудник, гірничо-збагачувальні фабрики та плавильні заводи). Газопровід має довжину 840 кілометрів та виконаний в діаметрі 324 мм.
В Маунт-Айза на блакитне паливо перевели ТЕС Міка-Крік, яку в середині 2010-х змінили ТЕС Діамантіна та ТЕС Лейхгардт (60 МВт). Також серед електрогенеруючих об’єктів, що отримують ресурс з газопроводу, можна назвати електростанцію гірничо-хімічного комплексу Фосфат-Гілл (42 МВт). Через відгалуження довжиною 96 кілометрів до Каннігтону газ постачається на свинцево-срібний рудник Каннінгтон та мідно-золотий рудник Осборн.
В другій половині 2000-х додатвокий ресурс на вихідну точку в Баллері почав подавати реверсований газопровід Баллера – Валлумбілла, а з 2014-му те саме може робити реверсований трубопровід Мумба – Баллера. 
У  2019-му став до ладу газопровід Філліп-Крік – Маунт-Айза, який створив можливість подачі до Баллера – Маунт-Айза ресурсу з родовищ басейну Амадеус та Тиморського моря. Як наслідок, трубопровід Баллера – Маунт-Айза став бідирекціональним з пропускною здатністю 3,2 млн м3 на добу в північному та 1,7 млн м3 на добу в південному напрямках.